# Capotamento

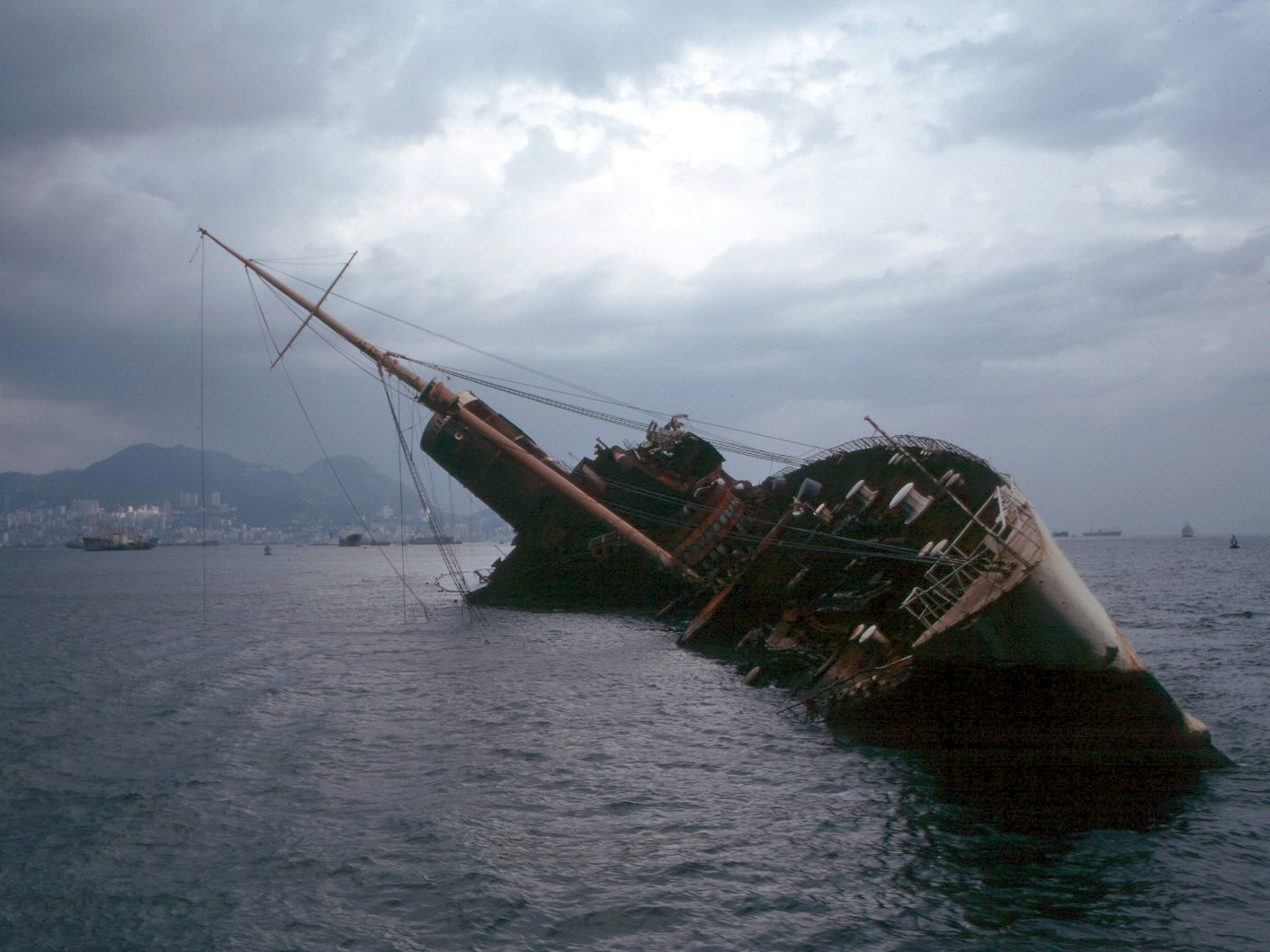
Um navio capotando.

Capotar  é o termo que exprime a ideia de  se encontrar, num veículo, sobre a capota .  

## Náutica
Em náutica equivale a  voltar-se,  a ter a quilha para o ar sobre o efeito se um rajada de vento ou uma manobra mal executada como no virar por davante mas muito mais frequente no virar em roda.
Sendo o capotamento uma situação  corrente num  veleiro ligeiro, ela ocorre mais raramente com um cruzeiro onde ele se pode deitar, mas capotar só nas grandes tempestades com mar muito formado e ventos  muito violentos.